# Цем'янка
Цем'янка (від лат. caementum «щебінь») — цегляний або керамічний дрібняк, який додається у вапняний розчин для кладіння стін, і сам цей розчин. Широко використовувалась у стародавньому будівництві як сполучна речовина, аналогічно сучасному цементу. Застосування цем'янки — характерна риса кам'яної архітектури Київської Русі, яку знаходять у найголовніших пам'ятках Києва (Софійський собор, Десятинна церква), Чернігова, Переяслава і т. д. Також була поширена на білоруських землях, починаючи з X ст., застосовувалась до кінця XVI — початку XVII століття.
Оскільки цегла була кольорова, цем'янка як розчин виходила пофарбована. Це дало підстави сучасним будівельним компаніям назвати цем'янкой фарбу для стін, яка являє собою вапняний розчин з подрібненими до мікроскопічних розмірів частками цегли.